# Tafelberg (Curazao)
Tafelberg  (literalemte en neerlandés: Montaña Mesa) es una colina aplanada, situada en el sureste de la isla de Curazao en la playa de Santa Bárbara (Santa Barbarastrand).
La montaña alcanza su tope a los 240 m de altura. Se ubica el área de la cantera de piedra caliza de Curazao llamada Mijnmaatschappij. La primera línea de ferrocarril en la isla fue construida para la carga cerca de este lugar, ya que en 1874 la roca de Montaña debía ser transportada al puerto de Fuikbay en Newport. Tafelberg es uno de los puntos más alto de la isla, que se encuentra al noroeste de Christoffelberg.